# Loretta McLaughlin
Loretta McLaughlin (1928–23 de noviembre de 2018) fue una periodista, autora y editora de periódicos estadounidense. Como periodista del Boston Record American, McLaughlin, junto con Jean (de soltera Cole) Harris, cubrieron los asesinatos del estrangulador de Boston en 1962. Fue la primera periodista en conectar los asesinatos y revelar la historia del asesino en serie. En 1992, fue nombrada editora de la página editorial del Boston Globe, la segunda mujer en desempeñar este cargo.

## Primeros años
Nacida como Loretta McDermott en 1928 en Woburn, Massachusetts, hija de Anna (de soltera Ring) McDermott, ama de casa, y John McDermott, que trabajaba para un astillero de Quincy también en Massachusetts. Sus hermanos incluían: John, Sylvester ("DeeDee") y Margaret. La familia de McLaughlin se mudó a South Boston cuando ella era una niña y se graduó de South Boston High School. McLaughlin asistió a la Universidad de Boston con una beca académica, donde estudió periodismo. Se graduó con una licenciatura en 1949.

## Carrera
McLaughlin trabajó como periodista para el Boston Record American durante la década de 1950. Durante ese tiempo, ella y Jean (nacida Cole) Harris (1926–2015) investigaron y publicitaron los asaltos y asesinatos de Boston Strangler en 1962. Más tarde, McLaughlin pasó a trabajar como escritora científica para la Universidad de Harvard y como directora ejecutiva de relaciones públicas en Massachusetts Eye and Ear Infirmary (Boston), donde dirigió una campaña de capital para construir sus instalaciones principales.
 

En la década de 1970, McLaughlin volvió al periodismo y se unió al Herald American (una publicación posterior del Boston Record American para la que anteriormente informó) como reportera médica. En 1976, el Boston Globe reclutó a McLaughlin como especialista en noticias médicas. Como firme defensora de la salud pública, McLaughlin dedicó gran parte de su trabajo a cubrir la crisis del SIDA. Después de unirse al personal de la página editorial en 1992, McLaughlin criticó a los funcionarios electos, como el senador estadounidense Jesse Helms, por politizar la enfermedad, escribiendo en el Globe en 1995:
Helms es invenciblemente ignorante sobre el SIDA, un asunto complicado que no se adapta a la complacencia moralista... ni siquiera puede notar la diferencia entre su prejuicio ciego y una plaga lenta pero que abarca todo el mundo. 
También escribió los respaldos del Boston Globe a William Weld para gobernador de Massachusetts, Bill Clinton para presidente de los Estados Unidos y Thomas Menino para alcalde de Boston.
En 1982, McLaughlin publicó su libro The Pill, John Rock, and the Church: The Biography of a Revolution, sobre el desarrollo de la píldora anticonceptiva. El trabajo fue elogiado en JAMA como "una expresión de la síntesis de la ciencia y el humanismo en su máxima expresión", pero criticado por la crítica Barbara Ehrenreich en The New York Times por ser casi totalmente acrítico de la ética dudosa de muchos de los estudios de investigación que condujeron al desarrollo de la droga. La colección de registros de investigación y publicación de Loretta McLaughlin se encuentra en la Biblioteca de Medicina Francis A. Countway de la Universidad de Harvard.
En 1988, The New England Journal of Public Policy publicó el artículo de McLaughlin "AIDS: An Overview", que criticaba fuertemente la respuesta del gobierno federal a la epidemia. 
En julio de 1992, McLaughlin se convirtió en la segunda mujer en la historia del Globe en convertirse en editora de Editorial Page. En este cargo, habló en la Cumbre de Atención Médica de Nueva Inglaterra de 1993. Ocupó este cargo hasta diciembre de 1993, cuando alcanzó la edad de jubilación obligatoria del Globe de 65 años. 
Después de jubilarse del Boston Globe, McLaughlin fue miembro del Instituto de Políticas Públicas de Radcliffe College y fue miembro principal del Instituto de SIDA de Harvard.

## Representación en cine y televisión
Loretta McLaughlin se interpretó a sí misma en el documental de 2000 Lawbreakers: Who Was the Real Boston Strangler? y el episodio de 2010, Albert DeSalvo: The Boston Strangler, de la serie Born to Kill?.
En marzo de 2023, Hulu estrenó El estrangulador de Boston, una película protagonizada por Keira Knightley como McLaughlin y Carrie Coon como Jean Harris, siguiendo la historia de su trabajo conectando la serie de asesinatos y rompiendo la historia del Boston Strangler.